# Linux-brugergruppe
En Linux-brugergruppe er en forening eller samling af brugere, som har interesse for styresystemet Linux.
Linux-brugergruppe bliver ofte forkortet LUG efter den engelske betegnelse Linux User Group.

## Danske Linux-brugergrupper
Her er en alfabetisk liste med danske Linux-brugergrupper.

### Aktive
- ALSLUG – Alssunds Linux User Group. Hjemmeside.
- BLUG – Bornholms Linux User Group. Hjemmeside Arkiveret 21. august 2006 hos  Wayback Machine.
- DTU-LUG – Danmarks Tekniske Universitets Linux User Group. Hjemmeside Arkiveret 15. februar 2006 hos  Wayback Machine.
- FLUG – Fyns Linux User Group. Hjemmeside.
- KLID – Professionelle Linux-interessenter i Danmark. Hjemmeside.
- SSLUG – Skåne Sjælland Linux User Group. Hjemmeside.

### Inaktive
- ESLUG – Esbjerg Linux User Group. Hjemmeside Arkiveret 23. november 2010 hos  Wayback Machine.
- MVJLUG – Midt- og Vestjyllands Linux User Group. Hjemmeside Arkiveret 11. december 2005 hos  Wayback Machine.
- SFLUG – Sydfyns Linux User Group. Hjemmeside.

### Nedlagte
- ELG – ELG Linux Guldborgsund.
- NJLUG – Nordjyllands Linuc User Group. Hjemmeside.

Foreningen er nedlagt, og lagt ind under HAL9k som er Aalborgs hackerspace
- LFLUG – Lolland-Falster Linux User Group.
- LLUG – Lolland Linux User Group.
- SDLUG – Syd Dansk Linux User Group (Lolland-Falster & Sydsjælland).
- TLUG – Trekantsområdets Linux User Group.
- VFLUG – Vestfyns Linux User Group.
- AALUG – Århus Linux User Group. Er nu blevet en Unix-brugergruppe i stedet under navnet AAUUG.
- ØJLUG – Østjyllands Linux User Group. Hjemmeside Arkiveret 18. november 2005 hos  Wayback Machine.